# Theresa Harris
Theresa Harris (* 31. Dezember 1906, nach anderen Angaben 1909 oder 1911, in Houston, Texas; † 8. Oktober 1985 in Inglewood, Kalifornien) war eine US-amerikanische Filmschauspielerin afroamerikanischer Herkunft.

## Leben und Karriere
Theresa Harris genaues Geburtsjahr ist umstritten, am häufigsten wird 1906 genannt, allerdings auch 1909 und 1911. Sie wurde in Texas geboren, zog aber später mit ihrer Familie nach Südkalifornien und nahm Gesangsunterricht.  1929 kam sie nach Hollywood und machte ihr Filmdebüt im Kriminalfilm Sie nannten ihn Thunderbolt, in welchem sie das Lied Daddy Won’t You Please Come Home vortrug.
Zwischen 1929 und 1957 absolvierte Harris über 90 Filmauftritte, hinzu kamen noch einige Rollen im Fernsehen der 1950er-Jahre. Wie viele afroamerikanische Schauspielerinnen ihrer Zeit war Harris meist auf Nebenrollen als Dienstmädchen abonniert. Diese absolvierte sie mit aber dennoch oft mit Witz und Eleganz, beispielsweise als Bedienstete und Vertraute von Barbara Stanwyck im Pre-Code-Film Baby Face (1933). Sie galt mit ihrem guten Aussehen als eine der wenigen schwarzen Schauspielerinnen ihrer Zeit, die hin und wieder glamourös in ihren Rollen wirken durften. Ihr Spitzname war passenderweise The Beautiful Maid („das schöne Dienstmädchen“). Harris spielte das Dienstmädchen zu Stars wie Ginger Rogers, Sylvia Sidney, Frances Dee, Myrna Loy, Jean Harlow, Esther Williams, Thelma Todd und Kay Francis. Zwei ihrer bekannteren Dienstmädchen-Rollen hatte sie neben Bette Davis in Jezebel – Die boshafte Lady (1938) und Marlene Dietrich in Die Abenteurerin (1941).
In den 1940er-Jahren galt sie als ein Favorit von RKO-Pictures-Filmproduzent Val Lewton, der sie in mehreren seiner Filme zum Einsatz brachte. In dem von Lewton produzierten Filmklassiker Katzenmenschen (1942) war sie unter Regie von Jacques Tourneur als sarkastische Kellnerin zu sehen. Später trat sie mit Ich folgte einem Zombie (1943) und Goldenes Gift (1947) noch in weiteren Filmen von Jacques Tourneur auf. Größere Auftritte übernahm sie auch in den Jack-Benny-Komödien Buck Benny Rides Again und Love Thy Neighbor, in welchem sie zusammen mit dem schwarzen Komiker Eddie Anderson ein komisches Liebespaar spielte. Insgesamt allerdings blieben die meisten ihrer Rollen kleinerer Natur und fanden oft nicht im Abspann Erwähnung. 1958 zog sie sich nach Das Geschenk der Liebe von Jean Negulesco aus dem Filmgeschäft zurück.
Theresa Harris war mit dem Arzt George Robinson verheiratet und konnte dank guter Investitionen einen finanziell komfortablen Ruhestand führen. Nach ihrem Tod im Jahr 1985 wurde sie auf dem Angelus-Rosedale Cemetery in Los Angeles beigesetzt. Die Titelfigur von Lynn Nottages Stück By the Way, Meet Vera Stark (2011), das über eine afroamerikanische Schauspielerin im alten Hollywood handelt, basiert teilweise auf Theresa Harris.

## Filmografie (Auswahl)
- 1929: Sie nannten ihn Thunderbolt (Thunderbolt)
- 1930: Marokko (Morocco)
- 1931: Arrowsmith
- 1932: Blühender Blödsinn (Horse Feathers)
- 1932: Union Depot
- 1933: Baby Face
- 1933: Morgenrot des Ruhms (Morning Glory)
- 1933: Flying Down to Rio
- 1933: Goldgräber von 1933 (Gold Diggers of 1933)
- 1933: Ganovenbraut (Hold Your Man)
- 1933: Der Detektiv und die Spielerin (Private Detective 62)
- 1934: Operator 13
- 1934: Schwarzer Mond (Black Moon)
- 1935: Go Into Your Dance
- 1936: Broadway-Melodie 1936 (Broadway Melody of 1936)
- 1937: Charlie Chan bei den Olympischen Spielen (Charlie Chan at the Olympics)
- 1938: Jezebel – Die boshafte Lady (Jezebel)
- 1939: Die Frauen (The Women)
- 1940: Buck Benny Rides Again
- 1940: Land der Gottlosen (Santa Fe Trail)
- 1941: Die Abenteurerin (The Flame of New Orleans)
- 1941: Urlaub vom Himmel (Here Comes Mr. Jordan)
- 1941: Blüten im Staub (Blossoms in the Dust)
- 1942: Katzenmenschen (Cat People)
- 1943: Ich folgte einem Zombie (I Walked with a Zombie)
- 1945: Stimme aus dem Jenseits (Strange Illusion)
- 1945: Dolly Sisters (The Dolly Sisters)
- 1947: Goldenes Gift (Out of the Past)
- 1947: Die Lady von Shanghai (The Lady from Shanghai)
- 1947: Das Wunder von Manhattan (Miracle on 34th Street)
- 1947: Hoppla, hier kommt Merton! (Merton of the Movies)
- 1948: Spiel mit dem Tode (The Big Clock)
- 1948: Die bronzene Göttin (The Velvet Touch)
- 1949: Zum Zerreißen gespannt (Tension)
- 1949: Neptuns Tochter (Neptune’s Daughter)
- 1949: Zwei Männer und drei Babies (And Baby Makes Three)
- 1949: Der Agent aus der Hölle (Alias Nick Beal)
- 1949: Frauen um Dr. Corday (The Doctor and the Girl)
- 1950: Strafsache Thelma Jordon (The File on Thelma Jordon)
- 1951: Auf Bewährung freigelassen (The Company She Keeps)
- 1951: Mein Mann will heiraten (Grounds for Marriage)
- 1952: Engelsgesicht (Angel Face)
- 1953: Die lockende Venus (The French Line)
- 1956: Zurück aus der Ewigkeit (Back from Eternity)
- 1956: Alfred Hitchcock präsentiert (Alfred Hitchcock Presents; Fernsehserie, Folge 1x23)
- 1958: Das Geschenk der Liebe (The Gift of Love)